# Andrea Pavan
Andrea Pavan (Rome, 27 april 1989) is een professioneel golfer uit Italië. 

## Amateur
Andrea is de zoon van Tiziano en Barbara Pavan uit Rome. Op 6-jarige leeftijd begon hij met golf. Van 2002-2010 speelde Andrea in het nationale team. 
In 2006 won hij het Italiaans Omnium (nationaal profkampioenschap) en ging vervolgens met een studiebeurs aan de Texas A&M-universiteit economie studeren. Zijn kamergenoot was Nacho Elvira. Hij studeerde in december 2010 af.

Hij bereikte de 5de plaats op de World Amateur Golf Ranking en de 2de plaats op de Europese ranglijst.

### Gewonnen
- 2003: Italian Under 14 Championship
- 2005: Italian Amateur Stroke Play Championship op de UNA Poggio dei Medici GC.
- 2006: Italian Under 16 Championship
- 2007: Italian Amateur Stroke Play Championship

### Teams
- Jacques Leglise Trophy: 2004, 2005, 2006
- St Andrews Trophy : 2008
- Palmer Cup: 2009 (winnaars), 2010
- Eisenhower Trophy: 2010

## Professional
Pavan is na het spelen van de Eisenhower Trophy in Argentinië professional geworden. Zijn eerste overwinning was de Norwegian Challenge, waar hij Florian Praegant in de play-off versloeg. Dat jaar won hij ook de Grand Final. Hij bleef op de Challenge Tour en won in 2013 weer twee toernooie en ook de Challenge Tour Rankings, waardoor hij naar de Europese Tour van 2014 promoveerde.

## Gewonnen
- 2006: Omnium van Italië (als amateur)
- 2011: Norwegian Challenge, Apulia San Domingo Grand Final
- 2013: Bad Griesbach Challenge Tour, Open Côtes d'Armor Bretagne
- 2019: BMW International Open